# Město (Domažlice)
Město je název městské části, část obce Domažlice v okrese Domažlice. V roce 2011 měla 570 obyvatel a nacházelo se v ní 146 domů.

## Fotogalerie

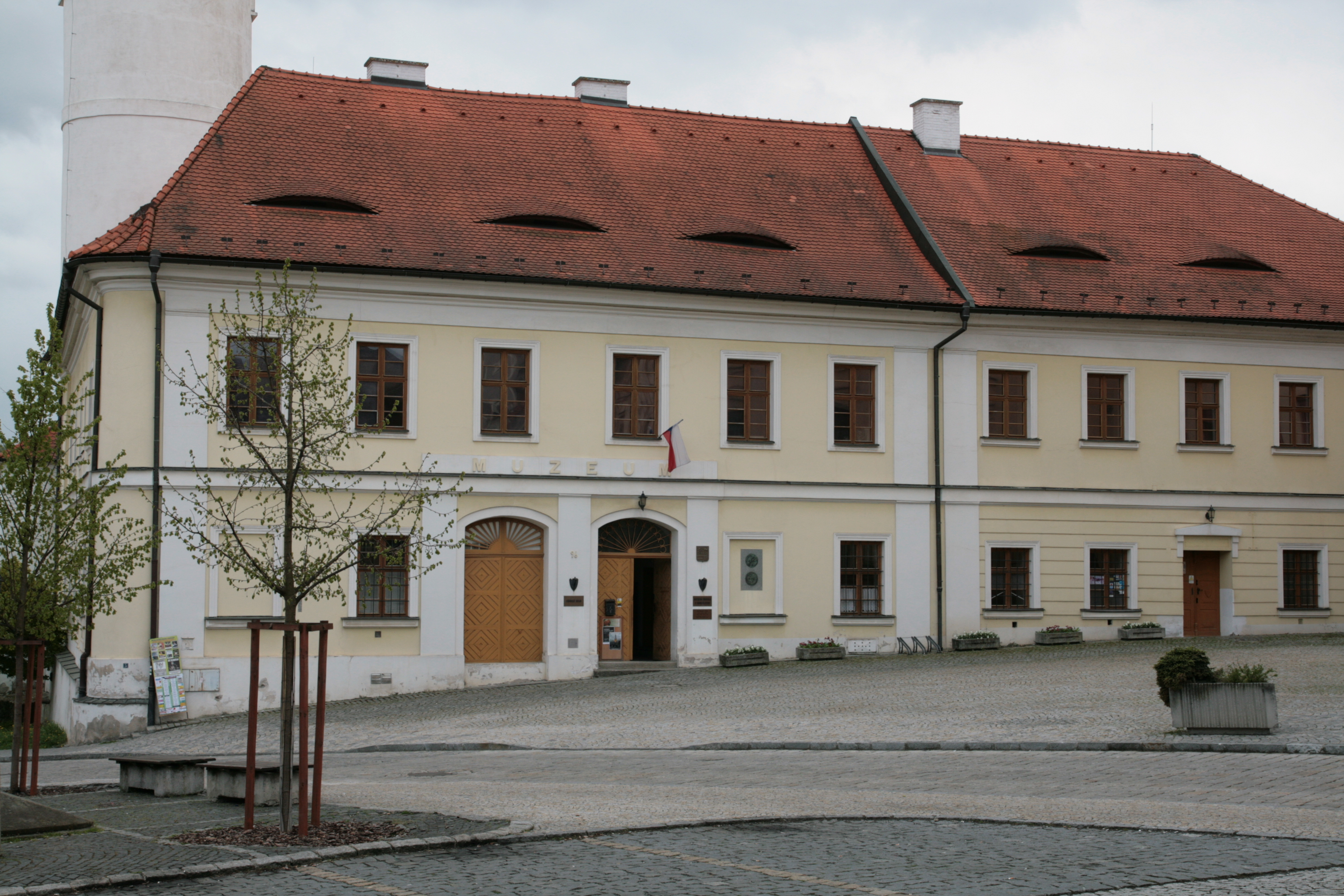
Muzeum Chodska na Chodském náměstí
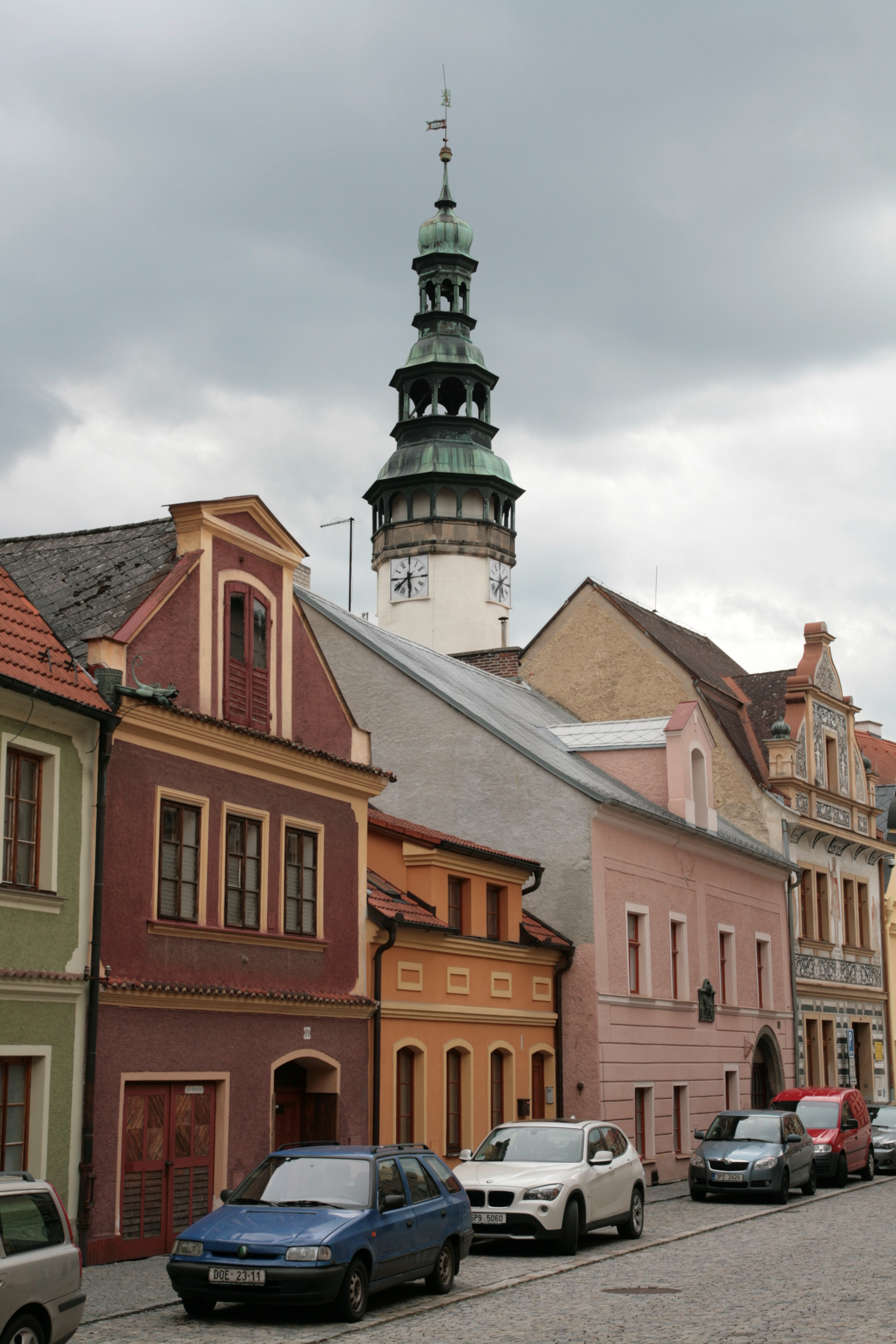
Domy čp. 91 až 93
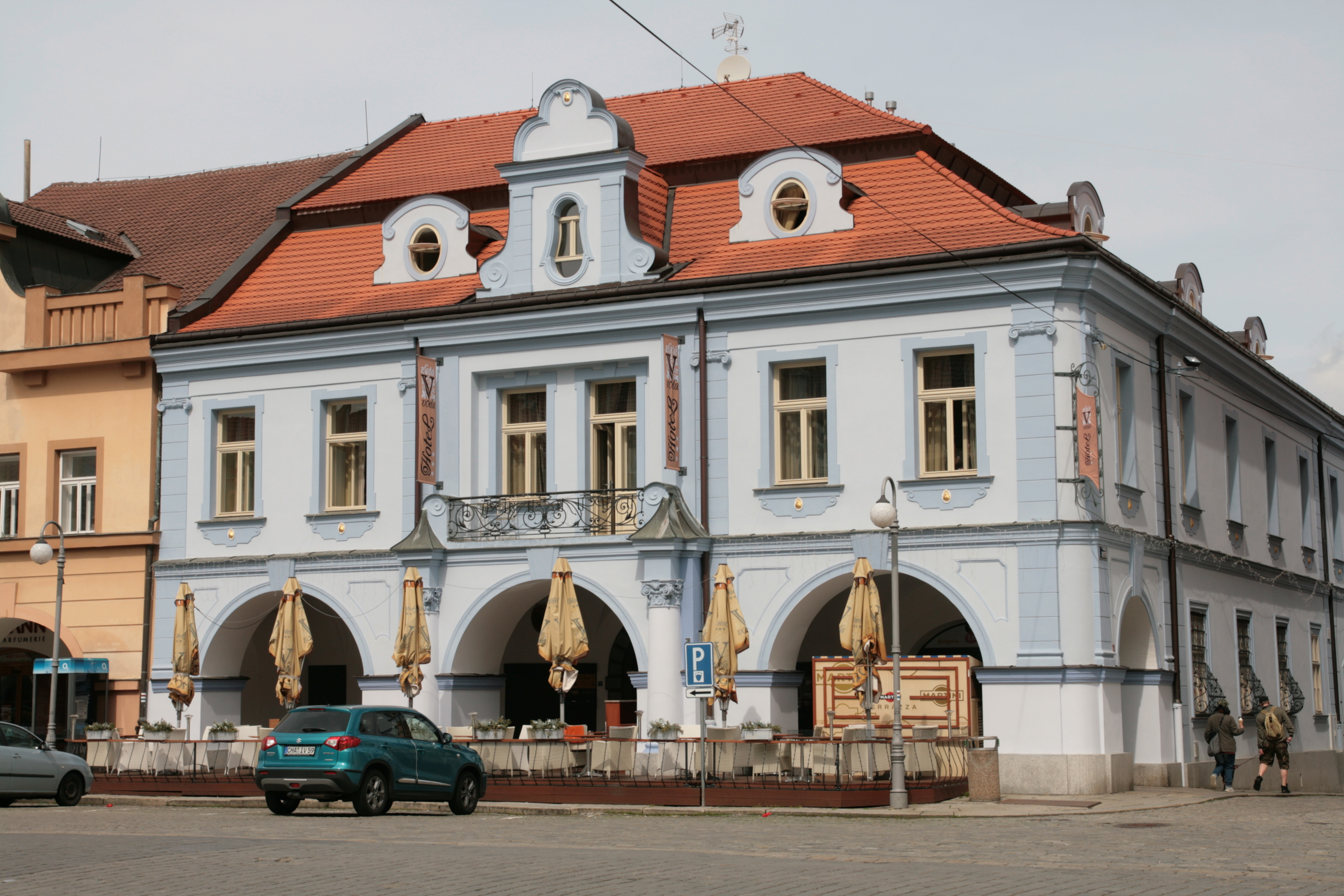
Hotel Zlatá včela (náměstí Míru 131)